# Рабочая гвардия (Латвия)
Рабо́чая гва́рдия (латыш. Strādnieku gvarde) — добровольческие вооруженные подразделения, созданные по месту работы из гражданского населения Латвии в 1940 году сразу после ввода советских войск в страну. Охраняли промышленные предприятия, избирательные участки, а также следили за порядком на массовых мероприятиях. Рабочая гвардия состояла из рабочих промышленных предприятий, членов распущенной вспомогательной полиции, служащих (например, почтальонов), а в русскоязычном Абренском уезде — из крестьян. Наиболее крупные подразделения рабочей гвардии существовали в Риге, Абренском и Бауском уездах. В мае — начале июня 1941 года Рабочая гвардия была распущена. С началом Великой Отечественной войны часть гвардейцев вступила в рабочие истребительные батальоны, которые воевали на стороне советской власти в Латвии и в Эстонии.

## Создание и деятельность
Еще в июне 1940 года (до официального решения о создании рабочей гвардии) в Латвии стали стихийно возникать на местах рабочие дружины, которые брали под контроль объекты. Уже в июне 1940 года в Даугавпилсе рабочая дружина разоружила айзсаргов. Похожие события происходили в Лиепае, когда город фактически перешел под контроль советских войск. Народный комиссар внутренних дел СССР Лаврентий Берия сообщал 26 июня 1940 года со ссылкой на Рижскую резидентуру НКВД СССР:

Из Либавы резидентом получено сообщение о том, что местные власти совершенно растерялись, полиция разбежалась. По просьбе местных властей порядок в городе поддерживается нашими войсками, местный начальник гарнизона и префект снова ставили вопрос и необходимости применения оружия против демонстрантов, наше командование это запретило.

Рабочие Либавы недовольны составом нового правительства и ставят вопрос об организации советов. С этой целью в уезд направляется группа рабочих. В районе Либавы рабочие разоружают отдельных айзсаргов, сдают отобранное у них оружие нашему командованию. Рабочими занята редакция местной газеты «Курземес [вардс] Слово», в которой выпускается теперь газета «Коммунист».
2 июля 1940 года секретариат Центрального комитета Коммунистической партии Латвии принял решение о создании военизированной Рабочей гвардии. Для вступления в Рабочую гвардии требовалась рекомендация рабочего комитета или двух членов латвийской Коммунистической партии. Комплектование велось не по месту жительства, а по месту работы.
Создание Рабочей гвардии на местах шло по-разному. Изначально предполагалось, что ее создадут только в Риге. В Мадонском уезде подразделение Рабочей гвардии (147 человек, включая 23 коммуниста и 17 комсомольцев) было создано только в январе 1941 года.
В ряде мест подразделения Рабочей гвардии были малочисленны. Например, в Валмиере гвардия была создана в конце августа 1940 года и насчитывала около 30 человек.
В следующих местностях Рабочая гвардия не создавалась:
- Тукумский уезд (кроме Тукумса);
- Айзпутский уезд;
- Валкский уезд;
- Вентспилсский уезд;
- Елгавский уезд (кроме Елгавы).

Численность Коммунистической партии Латвии была невелика — 2798 человек (по официальным данным на начало 1941 года). В Рабочую гвардию стали принимать выходцев из запрещенных при Ульманисе социал-демократических организаций. В частности, в Рабочую гвардию записывались «сисени» — представители ликвидированной в 1934 году социал-демократической организации «Рабочий спорт и страж» («Strādnieku sports un sargs»).
«Сисеней» к 1933 году было около 6 тысяч человек и они имели опыт столкновений с айзсаргами.
После того, как 5 августа 1940 года Латвия была включена в состав СССР, осенью 1940 года там было очень неспокойно — имели место нападения на предприятия и организации, а также на советских милиционеров. В. К. Деревянский сообщал в ноябре 1940 года в Москву:

В ночь с 11 на 12 октября был подожжен склад на льно-прядильной фабрике. Днем 12 октября сильно пострадал от пожара крупный овощно-продуктовый магазин. В ночь с 12 на 13 октября сгорел главный корпус крупного фанерного завода. 17 октября в районе курорта «Кеммери» на милицейский пост следственной камеры было вооруженное нападение. 18 и 19 октября в вечерние часы были вооруженные нападения на постовых милиционеров в центре города Рига. Один милиционер тяжело ранен…
В сообщении от 27 ноября 1940 года Деревянский, перечисляя в связи с ожидаемым с 15 ноября повышением цен и с годовщиной независимости Латвии «ряд антисоветских проявлений со стороны контрреволюционных националистических элементов», указывал на использование рабочей гвардии.:

В целях предотвращения могущих быть политически вредными организованных выступлений, нами были предприняты 15 ноября следующие мероприятия: совместно с НКВД, милицией, командованием Красной Армии и парторганизациями — по линии милиции была усилена патрульная служба в основных промышленных центрах и городах работников милиции и рабочей гвардии
Рабочая гвардия охраняла предприятия, больницы, электростанции, мосты и иные объекты. Гвардейцы следили за порядком на собраниях, митингах и демонстрациях, дежурили во время советских праздников (7 ноября 1940 года и 1 мая 1941 года). Также гвардейцы охраняли избирательные участки 12 января 1941 года — во время выборов в Верховный Совет СССР.

## Руководство и вышестоящие структуры
Первым командиром Рабочей гвардии был Петерис Рудзитис, которого сменил Волдемарс Грикитис.
С осени 1940 года Рабочей гвардией руководил штаб Рабочей гвардии, в который вошли следующие лица:
- Август Страупе (начальник штаба);
- Волдемарс Грикитис;
- Петр Емельянов;
- Янис Нацунс;
- Теофил Грава.

Первоначально Рабочая гвардия непосредственно подчинялась партийным комитетам (районным, городским и уездным), а с осени 1940 года стала подчиняться Народному комиссариату внутренних дел Латвийской ССР. Рабочая гвардия непосредственно подчинялась начальнику милиции Латвии и Риги Янису Пиесису.

## Территориальные подразделения
Рабочая гвардия делилась на батальоны (до 600 человек), роты, взводы, санитарные взводы и отделения.
Основная часть Рабочей гвардии была сосредоточена в Риге, близлежащем Бауском уезде и в русскоязычном Абренском уезде. В Риге было 12 батальонов Рабочей гвардии, численностью около 3,5 тысяч человек. В Бауском уезде была бригада из трех батальонов, в которых по состоянию на январь 1941 года состояли около 900 человек.
По одному батальону было создано в Даугавпилсе, Лиепае, Лудзе, Елгаве, Гриве, Юрмале, Резекне.

## Женские соединения

Командир Кришс Годкалнс и женский санитарный взвод 2-го рижского батальона, осень 1940 года

В составе батальонов Рабочей гвардии были женские подразделения:
- Женский санитарный взвод 2-го рижского батальона;
- Женский взвод 6-го рижского батальона;
- Женский взвод 10-го рижского батальона (15 человек);
- Женская рота Лиепайского батальона;

## Численность
О численности латвийской Рабочей гвардии можно судить по косвенным данным. 9 июня 1941 года главный штаб Рабочей гвардии заказал 9 тысяч бланков удостоверений для выдачи лицам, состоявшим в гвардии до 1 июня 1941 года. До того сотни человек перешли из гвардии в милицию, суды, а также поступили в образовательные учреждения. Кроме того, сотни лиц были исключены из Рабочей гвардии. Таким образом, по оценке историков Игоря Гусева и Эрика Жагарса, численность Рабочей гвардии составляла 9,5 тыс. — 10 тыс. человек.

## Национальный состав латвийской Рабочей гвардии
Национальный состав Латвии (по переписи 1935 года) был следующим:
- Латыши — 77 %;
- Русские — 9 %;
- Евреи — 5 %;
- Поляки — 2,6 %.

По данным Игоря Гусева и Эрика Жагарса, в составе Рабочей гвардии около 70 % составляли латыши, около 20 % было русских и еще около 10 % составляли евреи. Также были среди гвардейцев поляки, белорусы и эстонцы. При соотнесении этих цифр с долей этносов в населении республики, видно, что несмотря на абсолютное преобладание латышей, в Рабочей гвардии доля русских и евреев была вдвое выше их удельного веса среди населения Латвии.
Национальный состав Рабочей гвардии сильно различался по батальонам и зависел от национального состава конкретной территории, где было сформировано подразделение. Так, в 9-м рижском батальоне служило много евреев, а в 6-м рижском батальоне евреев не было совсем.
В дальнейшем различные авторы будут (в диаметрально противоположных целях) подчеркивать долю евреев среди гвардейцев. Так, в период немецкой оккупации будут говорить о «жидовской Рабочей гвардии». В свою очередь историки еврейства будут преувеличивать роль евреев в Рабочей гвардии

## Социальный состав латвийской Рабочей гвардии
Социальный состав подразделения Рабочей гвардии зависел от места его формирования. В Рабочую гвардию входили представители следующих социальных групп:
- Рабочие промышленных предприятий;
- Крестьяне — преобладали в Рабочей гвардии, сформированной в Абренском уезде;
- Сотрудники латвийской вспомогательной полиции. Они стали массово записываться в Рабочую гвардию в конце 1940 года после ликвидации вспомогательной полиции. Много сотрудников латвийской вспомогательной полиции было в подразделениях Рабочей гвардии, сформированных в Валкском уезде;
- Служащие. Например, в 8-м рижском батальоне были две роты, сформированные из почтальонов.

## Вооружение и обмундирование
На вооружении Рабочей гвардии были винтовки, изъятые у айзсаргов. Обмундированием были синяя блуза, шоферская фуражка и портупея.
Рабочая гвардия не находилась на казарменном положении. У каждого батальона было свое знамя. По воскресеньям для гвардейцев проводились военные и политические занятия. Кроме того, рижские батальоны проводили полевые учения в Бикерниекском лесу и в Агенскалнских соснах.

## Упразднение
14 мая 1941 года Центральный комитет Коммунистической партии Латвии принял решение о роспуске Рабочей гвардии, что и было сразу осуществлено. Только в Лиепае роспуск Рабочей гвардии завершили в начале июня 1941 года. Роспуск Рабочей гвардии отметили парадом на рижской Эспланаде.

## Фактическое восстановление Рабочей гвардии в июне 1941 года и ее участие в боях
В начале Великой Отечественной войны власти попытались восстановить Рабочую гвардию в форме истребительных батальонов (их в Латвии называли рабочими батальонами). В эти батальоны включали (иногда на руководящие посты) членов Рабочей гвардии, отступивших из Литвы советских активистов, просто молодых людей, а также милиционеров и специально направленных офицеров Красной армии. Эстонский историк Я. Г. Райд констатировал, что именно Рабочая гвардия стала основой для формирования латвийских добровольческих отрядов в начале Великой Отечественной войны.
22 — 24 июня 1941 года начали создавать группы рабочих гвардейцев для охранных целей в Риге, Елгаве, Тукумсе, Вентспилсе, Цесисе, Бауске, Талси, Айзпуте, Кулдиге, Гриве, Абрене, Екабпилсе, Резекне и Лудзе.
24 июня 1941 года в Елгаве было решено создать истребительный батальон Рабочей гвардии, который укомплектовали уже на следующий день. В него вошли:
- Рабочие предприятий Елгавы и окрестностей;
- Бывшие бойцы Елгавского батальона Рабочей гвардии;
- Молодежь Елгавского уезда;
- Отступившие из Литвы комсомольцы.

Елгавский батальон состоял из 274 человек.
Рабочей гвардии в июне — июле 1941 года пришлось сражаться не только с немецкими войсками, но и с группами айзсаргов, нападавшими на советские войска и различные объекты. Всего же летом 1941 года в Латвии действовали 129 антисоветских партизанских групп. Советский историк В. И. Савченко в 1980-е годы невысоко оценивал военное значение айзсаргов летом 1941 года:

Следует отметить, что ни в одном уезде, ни в одном городе немецким пособникам не удалось свергнуть местные власти до принятия партийными и советскими органами решения оставить уезд или город.
Уже 25 июня 1941 года в Терветском бору Елгавский батальон разгромил группу латвийских повстанцев. Затем Елгавский рабочий батальон до 4 июля 1941 года поддерживал порядок Цесисе и его округе.
25 — 26 июня 1941 года воссоздали три рижских рабочих батальона (общей численностью около 1 тысячи человек), которые возглавили:
- А. Нарбатович — бывший командир 9-го рижского батальона Рабочей гвардии;
- К. Годкалнс — бывший командир 2-го рижского батальона;
- Ф. Вейсенфелдс — бывший начальник штаба 9-го рижского батальона Рабочей гвардии.

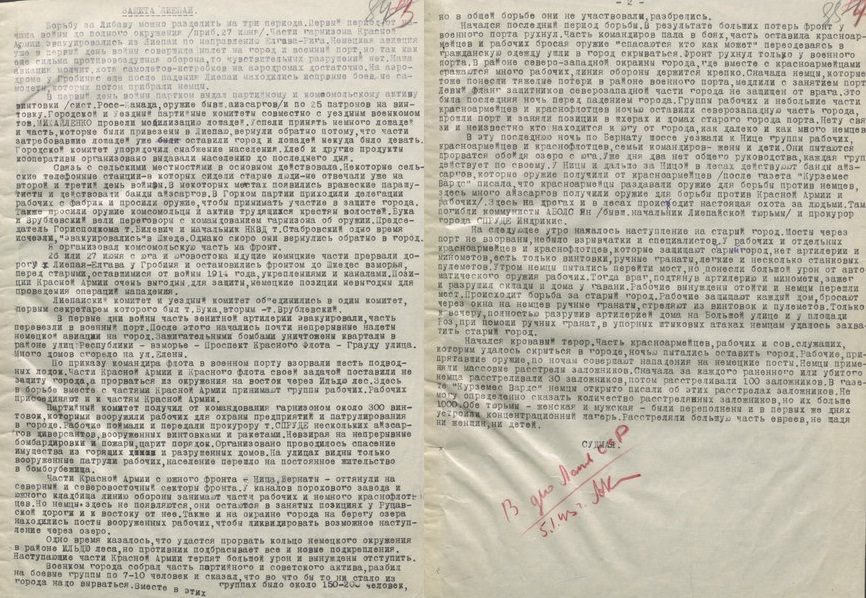
Отчет участника обороны Лиепаи Иманта Судмалиса, 1943 год

В Лиепае, по словам Иманта Судмалиса, делегации рабочих с фабрик просили выдать им оружие. В итоге было выдано около 300 винтовок и вооруженные рабочие поддерживали порядок в городе. В 1943 году Судмалис писал об их деятельности следующее:

Рабочих присоединяют и к частям Красной Армии. Партийный комитет получил от командования гарнизоном около 300 винтовок, которыми вооружил рабочих для охраны предприятий и патрулирования в городе. Рабочие поймали и передали прокурору т. СПРУДЕ нескольких айзсаргов диверсантов, вооруженных винтовками и ракетами. Невзирая на непрерывные бомбардировки и пожары, царит порядок. Организовано проводилось спасение имущества из горящих и разрушенных домов. На улицах видны только вооруженные патрули рабочих, население перешло на постоянное жительство в бомбоубежища.
Рабочие не только прорывались из осаждённой Лиепаи, но и сражались с немцами в городе. Судмалис так описывал последний день обороны города, когда части Красной Армии из него ушли:

На следующее утро началось наступление на старый город. Мосты через порт не взорваны, не было взрывчатки и специалистов. У рабочих и отдельных красноармейцев и краснофлотцев, которые защищают старый город, нет артиллерии и минометов, есть только винтовки, ручные гранаты, легкие и несколько станковых пулеметов. Утром немцы пытались перейти мост, но понесли большой урон от автоматического оружия рабочих. Тогда враг, подтянув артиллерию и минометы, зажег и разрушил дома и склады у гавани. Рабочие вынуждены отойти и немцы перешли мост. Происходит борьба за старый город. Рабочие защищают каждый дом, бросают через окна на немцев ручные гранаты, стреляют из винтовок и пулеметов. Только к вечеру, полностью разрушив артиллерией дома на Большой улице и у площади Роз, при помощи ручных гранат, в упорных штыковых атаках, немцам удалось захватить старый город… Часть красноармейцев, рабочих и сов. служащих, которым удалось скрыться в городе, ночью пытались оставить город. Рабочие, припрятавшие оружие, по ночам совершают нападения на немецкие посты. Немцы применяли массовые расстрелы заложников. Сначала за каждого раненого или убитого немца расстреливали 30 заложников, потом расстреливали 100 заложников. В газете «Курземес Вардс» немцы открыто писали об этих расстрелах заложников. Не могу определенно сказать количество расстрелянных заложников, но их больше 1000.
Советский историк В. И. Савченко также (в том числе со ссылкой на докладную записку Судмалиса ЦК Компартии Латвии осени 1942 года) сообщал об участии рабочих отрядов в обороны Лиепае: то, что благодаря рабочим патрулям (они были с 22 по 28 июня 1941 года) удавалось во время обороны поддерживать порядок в городе, а также уличные бои, которые вели рабочие после того, как силы РККА и флота оставили город. Савченко сообщил, что 28 — 29 июня 1941 года уличные бои в Лиепае наступающие немцы вели с небольшими группами рабочих уже после того, как «большинство работников городского комитета партии и его секретари пошли на прорыв из окружения и погибли».
Савченко отметил, что на каждую предоставленную рабочим Лиепаи винтовку выдавали всего по 5 патронов, так как «перед вооруженными рабочими ставилась задача охраны фабрик, заводов и учреждений от вылазок антисоветских элементов» и «никто не предполагал, что этим оружием вскоре придется сражаться против регулярных немецких войск». Общую численность вооруженных гражданских лиц Лиепаи, участвовавших в обороне города, Савченко (с оговоркой, что это гипотетические данные) определил в 1033 человека (в том числе 68 милиционеров).
Об участии гражданского населения в обороне Лиепаи сообщала газета «Ди фронт» (статья была перепечатана 12 июня 1942 года в газете «Курземес вардс»):

Чтобы попасть в другую часть города, нужно пройти через мост, который красные стараются удержать всеми возможными средствами. Разгорелся бой — яростный и безжалостный. Со стороны Старой Лиепаи немецкие войска обстреливаются одетыми в штатское платье коммунистами, в тылу стреляют из окон, с крыш, из погребов — там спрятались большевики. В уличных боях коммунисты, видимо, чувствуют себя прекрасно. Борьба разгорается со всех сторон — борьба регулярных войск со штатскими…
Участие вооруженного гражданского населения в боях также зафиксировано в журнале разведывательного отдела штаба 18-й немецкой армии 29 июня 1941 года (запись в 7 часов 20 минут):

Центр города в боях, главным образом против вооруженных гражданских лиц, захвачен. Рабочие в южной части города еще сопротивляются…
В. И. Савченко (на основании документов о захоронении немецких солдат центрального кладбища Лиепаи) определил потери в ходе боев за Лиепаю 10-й немецкой дивизии — более чем 2 тысячи убитыми и ранеными.
Рижские батальоны приняли участие в обороне Риги, в ходе которой погиб А. Нарбатович. По оценке Юлии Кантор, Ригу кроме рабочей гвардии защищал только 5-й полк НКВД. Руководивший обороной Риги Головко в 1941 году сообщал командованию несколько иные данные. По словам Головко, Ригу защищала 22-я дивизии НКВД, в которую он включил следующие подразделения:
- 83-й железнодорожный полк;
- 5-й мотострелковый полк;
- 55-й конвойный батальон НКВД;
- Организованный им «Красногвардейский полк из рижских рабочих батальонов», который был плохо вооружен и понес большие потери при обороне Риги.

Впрочем, в более позднем обзоре военных действий 22-й дивизии НКВД за период с 22 июня по 9 сентября 1941 года, Буньков и Звонов перечислили входящие в состав 22-й дивизии НКВД соединения (83-й железнодорожный полк, 5-й мотострелковый полк и отдельный конвойный батальон НКВД), обозначили ее численность (3 тысячи штыков, одна батарея и одна танковая рота) но не назвали среди них ни батальоны рабочей гвардии, ни «Красногвардейский полк».
В Валмиере был создан истребительный батальон, причем в его 3-й роте было 32 человека, которые ранее служили в Рабочей гвардии.
4 июля 1941 года бывшие рабочие гвардейцы приняли участие в отражении атаки айзсаргов на Лимбажи.
В июне — июле 1941 года восстановили не все батальоны Рабочей гвардии. Так, не был восстановлен Даугавпилсский батальон.
Стремление восстановить рабочую гвардию в первые дни войны контрастировало с недоверием советского командования к военнослужащим латвийского 24-го стрелкового корпуса (он был создан из бывшей латвийской армии). Этот факт демобилизации признавался в советских исследованиях 1960-х — 1980-х годов. По данным советского доктора исторических наук Василия Савченко из 24-го корпуса в первые дни войны были демобилизованы по решению командования 600 командиров и 1400 сержантов и красноармейцев. По данным советских историков демобилизация командиров и рядовых из числа граждан Латвийской ССР была проведена 29 — 30 июня 1941 года по приказу штаба Северо-Западного фронта. Демобилизации подлежали все военнослужащие латышской национальности, бывшие в прошлом офицерами, инструкторами и солдатами Латвийской армии. Основания для недоверия были. В период с 29 июня по 1 июля 1941 года в ночное время в ходе марша к границе Латвийской ССР с РСФСР латышские связисты, захватив часть автотранспорта и документы части, бежали. Мобилизацию же военнообязанных в Латвии летом 1941 года не провели — мобилизовывали только тех, кто проживал в СССР до 1940 года.
На 8 июля 1941 года вся территория Латвии была оккупирована немцами.
Головко докладывал в 1941 году, что «Красногвардейский полк, изнуренный тяжелым походом от непривычки совершать марши» им «был переброшен в г. Пылтсамаа для приведения себя в порядок» и оборонял Пылтсамаа (по состоянию на 12 июля 1941 года). В Эстонии гвардейцы понесли потери от диверсии на железной дороге. Согласно журналу дежурств аппарата РБ Эстонской Железной дороги 6 июля 1941 года стало известно о крушении на перегоне участка Валга — Тарту, в ходе которого под откос были пущены два паровоза и были разбиты «4 вагона, в том числе платформы, на которых ехали рабочие Красной гвардии из Валги».
В Эстонии из отступивших с Красной армией батальонов рабочей гвардии были сформированы два рабочих добровольческих (истребительных) полка:
- 1-й полк (1314 человек на 26 июля 1941 года) был образован на основе рабочих гвардейцев из Риги, Тукумского и Валмиерского уездов;
- 2-й полк (1200 человек на 16 июля 1941 года) был образован путем объединения Елгавского рабочего (истребительного) батальона и иных отступавших на северо-восток групп латвийских добровольцев. Бывший командир 2-го рижского батальона К. Годкалнс стал командиром 2-го батальона 2-го полка.

Оба полка участвовали в боях в Северной Эстонии, а затем под Ленинградом. Основной задачей латвийских (как и эстонских) добровольческих формирований в Северной Эстонии было борьба против немецких парашютистов и групп вооруженных эстонских националистов, действовавших в тылу и на коммуникациях советских войск. Участвовали оба полка также в боях с немецкими частями. Оба полка отступили из Эстонии разными путями. 1-й полк эвакуировался 29 августа 1941 года в Ленинград в рамках Таллинского перехода. 2-й полк пересек бывшую советско-эстонскую границу по берегу Нарвского залива 14 августа 1941 года.
Общая численность латышских добровольцев, воевавших в Северной Эстонии, неизвестна. В письме ЦК КП(б) Латвии н СНК Латвийской ССР Центральному Комитету КП(б) Эстонии от 26 июля 1941 года сообщалось, что на 16 июля 1941 года в Эстонии вели бои 2400 латышей.
После Таллинского перехода из остатков 1-го полка был сформирован сформирован латышский батальон из 237 бойцов (в том числе 179 латышей, 27 русских, и 21 еврей), включенный в состав 62-го стрелкового полка 1-й стрелковой дивизии. 2-й полк был 7 сентября 1941 года преобразован (на тот момент в нем оставался 381 человек) в 76-й отдельный латышский стрелковый полк под командованием Ф. Пуце. После тяжелых боев в районе Петергофа в середине сентября 1941 года латышский батальон (в нем осталось 50-60 человек) был включен в состав 76-го латышского отдельного стрелкового полка. Этот полк состоял из четырех стрелковых рот в составе двух батальонов.
Оба полка вплоть до сентября 1941 года не входили в состав регулярных частей РККА. 2-й полк получил военное обмундирование только 3 сентября 1941 года. До этого добровольцы полка воевали в гражданской одежде, которая к сентябрю 1941 года была сильно изношена. Не было в латышских добровольческих полках воинских званий. Даже в 76-м латышском отдельном стрелковом полку никто из командиров и политработников (кроме нескольких прикомандированных лейтенантов) не имел воинских званий.
Немцы и эстонские коллаборационисты признавали, что латвийские добровольческие части в Северной Эстонии создавали им серьезные трудности. Так, в пронемецкой эстонской газете «Eesti Sona» за 25 июля 1942 года сообщалось, что в районе Торма латышские и эстонские добровольческие батальоны мешали отрядам местных националистов наладить связь с регулярными немецкими войсками.

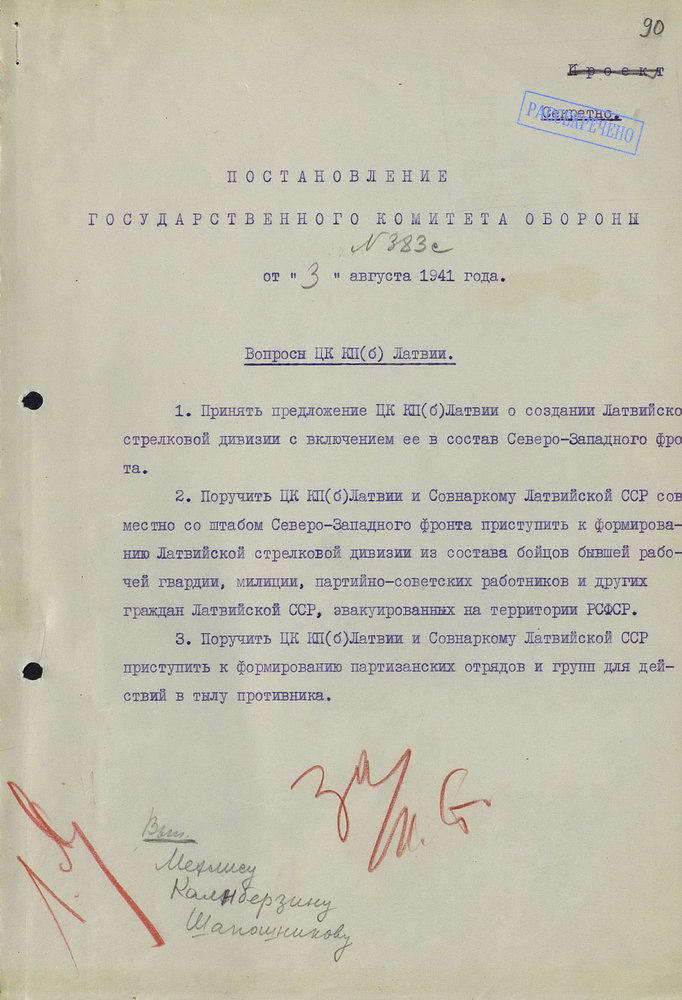
Постановление Государственного комитета обороны о создании Латвийской стрелковой дивизии, 3 августа 1941 года

О Рабочей гвардии советские власти вспомнили при создании латышской стрелковой дивизии. В Постановлении Государственного комитета обороны СССР о создании 201-й Латвийской стрелковой дивизии предписывалось:

…приступить к формированию Латвийской стрелковой дивизии из бойцов бывшей рабочей гвардии, милиции, партийно-советских работников и других граждан Латвийской ССР, эвакуированных на территорию РСФСР
Некоторая часть бойцов Рабочей гвардии была оставлена в оккупированной Латвии для организации партизанского движения. По словам Вилиса Самсонса, в 1941 году в Валкском и Валмиерском уездах были оставлены «несколько оформленных партизанских групп», включавшие бойцов рабочей гвардии, партийных и советских работников.

## Аналогичные структуры на других новых советских землях
В Эстонии 5 июля 1940 года был создан аналог латвийской Рабочей гвардии — Народная самооборона. В Литве рабочую гвардию не создавали.
Эстонская Народная самооборона позднее полностью вошла в состав эстонской милиции. Латвийскую милицию формировали на основе бывшей вспомогательной полиции. При этом латвийская Рабочая гвардия оставалась самостоятельным подразделением.

## Известные члены латвийской Рабочей гвардии
- Янис Вилхелмс — будущий герой Советского Союза;
- Александр Никонов — будущий президент ВАСХНИЛ;
- Юзеф Урбанович — будущий начальник Главного политического управления Войска Польского в 1965—1971 годах.

## Память
В книге министра просвещения Латвийской ССР Вилиса Самсонса 1951 года упоминается участие рабочей гвардии в боях в Латвии в июне — июле 1941 года:

Войдет в историю Латвии самоотверженная борьба батальонов рабочей гвардии Лиепаи, Риги и других городов, а также уездов, борьба с бандами диверсантов в тылу и с регулярными частями фашистских армий на фронте (1‐й и 2‐й отдельные стрелковые полки)…
В 1966 году в Риге прошел слет ветеранов Рабочей гвардии, собравший около 150 человек.